# Union Touarga
Union Sportive de Touarga (arabisch الاتحاد الرياضي التوركي, DMG al-Ittiḥād ar-riyāḍī at-Tawarkī), auch als Union Touarga bekannt, ist ein 1969 gegründeter marokkanischer Fußballverein aus der Hauptstadt Rabat. Aktuell spielt der Verein in der ersten Liga.

## Erfolge
- Marokkanischer Zweitligameister: 1980, 1986
- Marokkanischer Zweitligavizemeister: 2004, 2022
- Marokkanischer Drittligameister: 1977, 2003, 2020

## Stadion

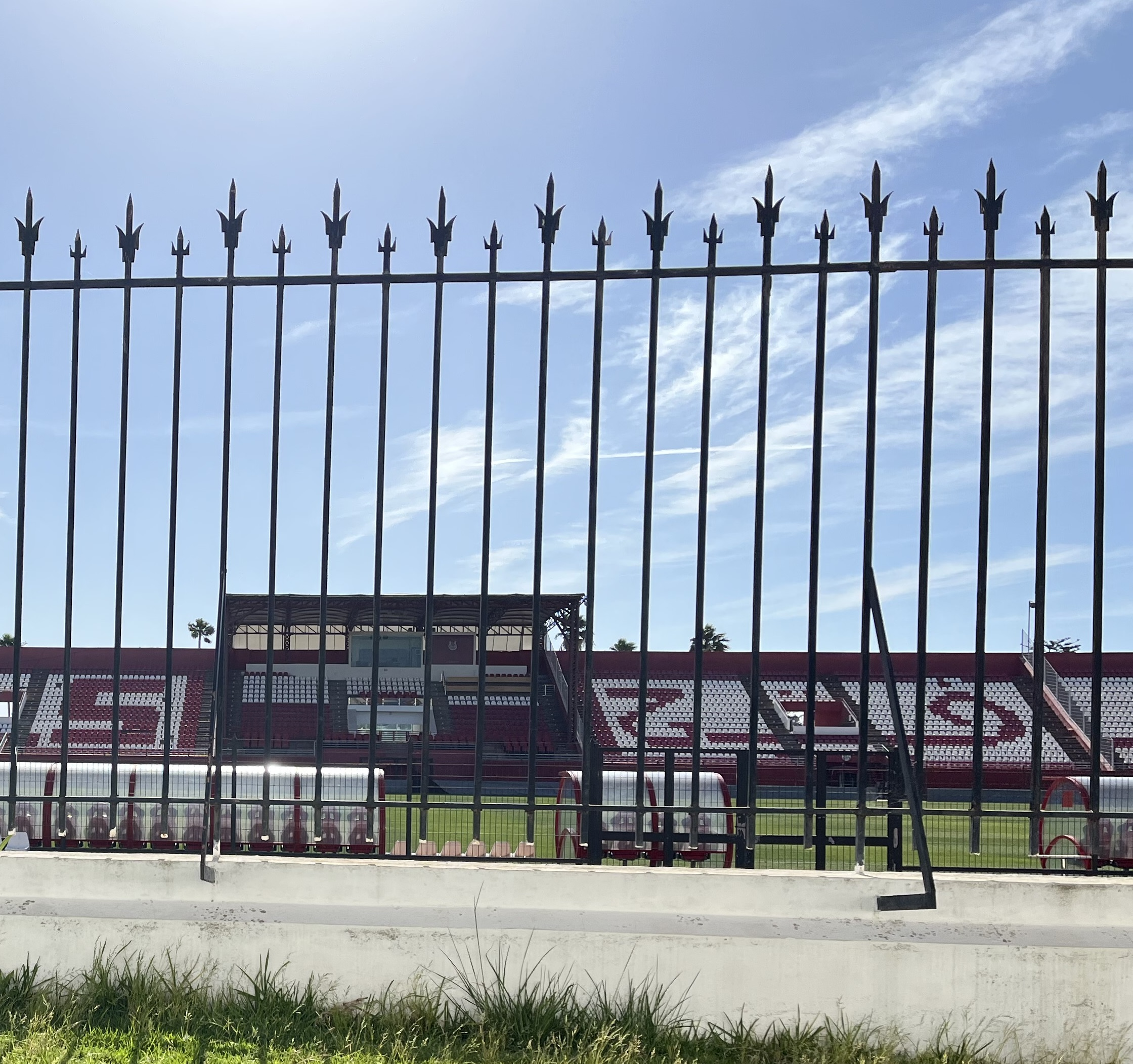
Stade Moulay Hassan

Der Verein trägt seine Heimspiele im Stade Moulay Hassan (arabisch ملعب مولاي الحسن, DMG Malʿab Mūlāy al-Ḥasan) in Rabat aus. Das Stadion hat ein Fassungsvermögen von 8000 Personen.

## Trainerchronik
| Trainer               | Nation              | von               | bis             |
| --------------------- | ------------------- | ----------------- | --------------- |
| Xavi Bernal           | Spanien             | 1. Juli 2015      | 30. Juni 2016   |
| Hassan Sakhi          | Marokko             | 9. Oktober 2018   | 30. Juni 2019   |
| Xavi Bernal           | Marokko             | 1. November 2020  | 31. Januar 2021 |
| Pape Boubacar Gadiaga | Senegal             | 1. September 2021 | 27. Juli 2022   |
| Tarik Sektioui        | Marokko Niederlande | 29. Juli 2022     | heute           |